# Carlos Eduardo Caicedo
Carlos Eduardo Caicedo Omar (Aracataca, 3 de octubre de 1965) es un abogado y político colombiano. Fue el gobernador del departamento de Magdalena (Colombia)hasta su renuncia el 13 de octubre de 2023, dos meses antes del fin de su mandato. Ha sido rector de la Universidad del Magdalena, alcalde de Santa Marta y candidato presidencial.

## Biografía
Caicedo nació en el Caribe Colombiano. Hijo de una familia de origen campesino. Estudió en el Liceo Celedón de Santa Marta.
Es abogado egresado de la Universidad Nacional con maestría en dirección universitaria de la Universidad de los Andes, ambas en Bogotá. Durante su juventud integró una lista de la Unión Patriótica para la Constituyente y fue vocero en el proceso de paz de la Corriente de Renovación Socialista (CRS) entre 1993 y 1994.
En su trayectoria académica, fue líder del proceso de creación del SUE nacional y el SUE Caribe, organismo regional de rectores que impulsó la creación de las primeras maestrías en red en el país. A su vez, estuvo a cargo del liderazgo institucional en el nivel nacional y regional y presidente de la Asociación Colombiana de Universidades, Ascun, en el 2001; el Fondo Para el Desarrollo de la Educación Superior, Fodesep, 2001; y el Sistema Universitario Estatal del Caribe, SUE.
Participó en la Organización del Sistema de Agenda Estratégica; la Dirección Departamental de la Red de Prevención y Atención de Desastres, por medio de la cual coordinó la atención de la emergencia invernal en la Ciénaga Grande de Santa Marta de 1995. 
A su vez estuvo al frente de la organización del Sistema de Atención de Emergencias: Red de Comunicación, Albergues y Centros de Reservas, la Elaboración de un Plan Departamental de Prevención y Atención de Desastres. Del mismo modo fue nombrado como Presidente de la Gerencia Colegiada de la Red de Solidaridad Social; y Coordinador Departamental del Fondo de Reinserción y Paz.

### Trayectoria política
Se inició como rector de la Universidad del Magdalena en 1997, respaldado decididamente por el Gobernador de la época, Jorge Caballero Caballero, luego condenado por parapolítica, Caicedo fue Rector cuando la Universidad atravesaba una profunda crisis; un déficit de 30 000 millones de pesos, falta de pago a docentes ni a empleados, carreras eternas en cursarse, y deficiencias en la infraestructura, siendo una de las universidades más ineficientes según los ministerios de Educación y Hacienda, con bajo número de matrículas.
Para 2003 la universidad pasó de tener cerca de 2000 matriculados al mes a más de 9000 estudiantes, además de un incremento en el presupuesto de la Universidad de 34 000 millones de pesos superando la crisis original luego de 6 años, convirtiendo a la Universidad en un modelo Nacional. En contraste con esa evidente mejora, durante esa época en la Universidad la violencia paramilitar cobro la vida de un estudiante universitario y de dos directivos, quienes fueron críticos acérrimos de la gestión del entonces rector 
En las elecciones de 2004 a la Gobernación del Magdalena, el candidato único fue Trino Luna. Su primer acto de gobierno fue presuntamente citar a Caicedo y pedirle contratos y puestos en la Universidad de Magdalena, alegación que nunca pudo ser demostrada. Este se negó y Luna lo empapeló a través de la Contraloría departamental, logrando que se le abriera una investigación por una conciliación que celebró con 47 profesores a los que la Universidad adeudaba sus cesantías. 

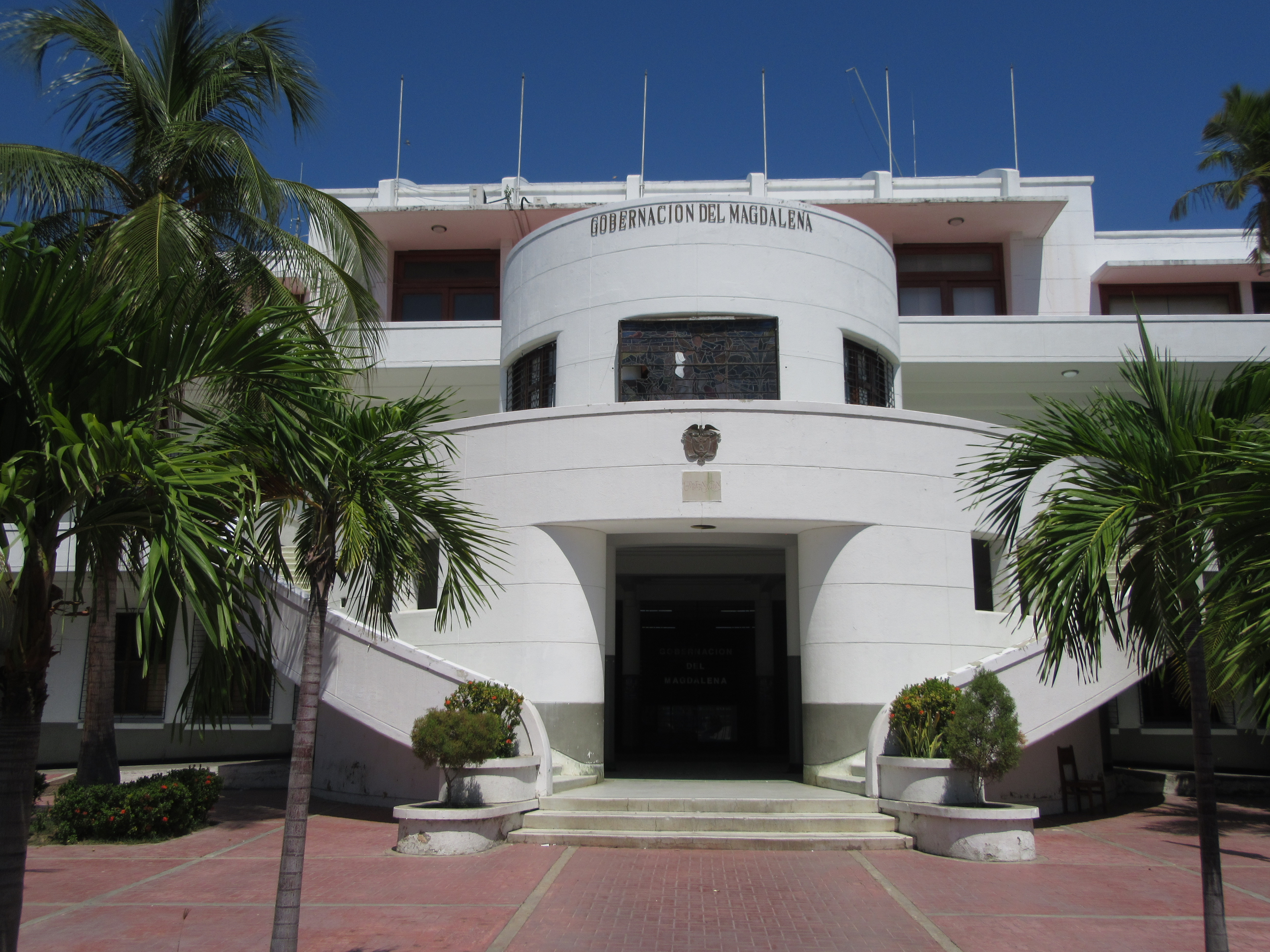
Caicedo fue gobernador del departamento de Magdalena.

A pesar de que Caicedo solicitó que la Procuraduría revisara dicho acuerdo, el Tribunal Contencioso aprobó que un fiscal de la Unidad Anticorrupción ordenara precluir la investigación. No obstante, un fiscal de Santa Marta la reabrió a vísperas de elecciones, sacando a Caicedo del ruedo político durante varios años. Así mismo, Luna lo vinculó sin presentar pruebas con grupos al margen de la ley. Esto desencadenó el apoyo de profesores y estudiantes, quienes marcharon a su favor. 
Cerca de ser absuelto por el Tribunal del departamento del Magdalena, circuló en Santa Marta un pasquín llevando a que el caso terminara en manos del Tribunal Superior de Bogotá, quien absolvió a Caicedo al no encontrarlo responsable de delito alguno.
En 2007 Luna fue el primer condenado por parapolítica y fue reemplazado por Omar Díazgranados. Durante su rectoría Caicedo contó con el respaldo de Juan Carlos Vives Menotti y Jorge Luis Caballero, quienes terminaron condenados por paramilitarismo. Trino Luna con sus aliados dieron continuidad al asedio jurídico contra el Carlos Caicedo. Díazgranados fue destituido por corrupción y no terminó su mandado. Lo reemplazó Luis Miguel Cotes Habeych calificado de paramilitar.

#### Alcaldía de Santa Marta
En 2011 se postuló como candidato a la Alcaldía de Santa Marta convirtiéndose en Alcalde del Distrito con 74 165 votos. En su alcaldía la ciudad fue sede de los Juegos Bolivarianos.
Con un énfasis en lo "social", se opone a los partidos tradicionales y a los "clanes" vinculados a los paramilitares. A sus enemigos locales se unen figuras políticas como el expresidente Álvaro Uribe, el vicepresidente Germán Vargas Lleras y el alcalde de Barranquilla Alejandro Char. También es impopular entre los medios de comunicación nacionales, que lo presentan como "autoritario y populista", a pesar de que Carlos Caicedo insiste en la persecución de los clanes y los de "antes", ciertamente su gestión y la de sus sucesores ha estado plagada de denuncias de corrupción, falta de planeación contractual y demoras en obras. La más sonada la "Megabiblioteca de santa marta" que debía estar lista en 10 meses y se terminó en 5 años.  El fiscal general Néstor Humberto Martínez reabrió el caso de los tres asesinatos en la Universidad del Magdalena, pero el procedimiento fracasó, pues los testigos de la acusación de Caicedo finalmente admitieron que habían sido pagados por personas cercanas a Luis Miguel Cotes, uno de los opositores de Carlos Caicedo en las elecciones departamentales de 2019.
Desde entonces, los samarios han elegido como alcaldes a otros dos candidatos adscritos al movimiento Fuerza Ciudadana el movimiento independiente creado por Caicedo en 2007, como sonː Rafael Alejandro Martínez ganó las elecciones regionales de 2015 y Virna Lizi Johnson Salcedo en los comicios de 2019. Durante su Gobernación gestionó a Santa Marta como sede de los juegos Centroamericanos de Mar y Playa y del Caribe 2022.

#### Candidatura presidencial de 2018
En 2018 se postuló por Fuerza Ciudadana como precandidato presidencial en la consulta por la Paz, una coalición pensada para enfrentar al candidato de la derecha colombiana. Allí se enfrentó con Gustavo Petro en ese entonces candidato del movimiento Colombia Humana, quien lo catalogó de un marginal en la política. Su bandera principal fue la educación como herramienta transformadora, para terminar la corrupción y menguar la desigualdad. Su propuesta política logró recoger el apoyo de 515 309 ciudadanos quedando en segundo lugar y decidiendo acompañar a Gustavo Petro como candidato único en dicha elección de la izquierda por la Presidencia de Colombia.

#### Gobernación del Magdalena
En las elecciones de 2019, Caicedo fue a su vez elegido gobernador del Magdalena para el periodo 2020-2023 con el 58 por ciento de los votos, con lo que él y su movimiento se consolidaron como una fuerza política regional.
Durante su administración lanzó el plan de desarrollo 2020-2023 "Magdalena renace", con énfasis en reducir la mortalidad materna y perinatal, la desnutrición, el número de embarazos de adolescentes, mejorar la calidad de los servicios de salud y fortalecer la red de hospitales públicos. En respuesta a la pandemia de Covid-19, lanzó una estrategia de atención primaria universal llamada "El médico en tu casa" con ayuda de médicos cubanos. Sin embargo, el gobierno del presidente Duque frenó la iniciativa.
En octubre de 2020, decenas de alcaldes del Magdalena anunciaron, con el apoyo del gobierno de Iván Duque, la creación de una "asociación de municipios". Para aislar al gobernador Caicedo, los municipios recibieron gran parte de los recursos normalmente destinados al departamento por parte del gobierno, lo que no tiene precedentes en Colombia.
En 2021 fue el gobernador con mejor favorabilidad de Colombia.
Se exilió en agosto de 2021 tras ser advertido por la policía del Magdalena de que el Clan del Golfo, una de las principales organizaciones criminales del país, preparaba una operación para asesinarle. Las autoridades judiciales y la policía local consideraron que, dada la urgencia y el peligro, la mejor solución era abandonar el país.